# Gliese 628
Gliese 628 (GJ  628 / LHS  419 / HIP  80824 / Wolf 1061) es una estrella en las cercanías del sistema solar situada a 13,99 años luz de distancia. Se localiza en la constelación de Ofiuco cerca del límite con Escorpión. De magnitud aparente +10,10, su tenue brillo hace que no sea visible a simple vista.
Gliese 628 es una enana roja de tipo espectral M3V. Se estima que en los 32 años luz más próximos al Sol hay al menos 260 enanas rojas, que suponen un 70 % del total de estrellas. Sin embargo, al ser tan poco luminosas pasan desapercibidas para el observador terrestre si no se utiliza telescopio. Con una masa de 0,29 masas solares y un radio de 0,307 radios solares, Gliese 628 es una de ellas, destacando por su movimiento propio relativamente alto. Su temperatura efectiva es de 3342 K.Es considerada una enana roja de lenta rotación; con una velocidad de rotación del orden de 1,1 - 1,5 km/s, tiene un período de rotación igual o inferior a 10,7 días.Su metalicidad, expresada como la relación entre los contenidos de hierro e hidrógeno, equivale a un 76 % de la del Sol.Existe cierta evidencia de que Gliese 628 puede estar rodeada de un disco circunestelar de polvo.
Gliese 628 tiene una baja luminosidad en rayos X (1026,79 erg/s), similar a la del Sol en quiescencia.
Está catalogada como una variable BY Draconis, recibiendo el nombre de variable V2306 Ophiuchi.
Es probable que en realidad Gliese 628 sea una estrella binaria cuyas dos componentes, ambas enanas rojas, están muy próximas entre sí. Gliese 644, a 5,3 años luz de distancia, es el sistema estelar conocido más cercano a Gliese 628.
La estrella contiene un sistema planetario con tres planetas Wolf 1061b, Wolf 1061c y Wolf 1061d.